# 大谷一二
大谷 一二（おおたに いちじ、1912年8月31日 - 2007年11月23日）は、兵庫県出身のサッカー選手、実業家。サッカー元日本代表。東洋紡績会長・名誉顧問。サッカー記者の大谷四郎は実弟。

## 来歴
内海紡績常務取締役を務めた大谷恭助の次男として生まれる。兵庫県立第一神戸中学校では右近徳太郎とコンビを組み全国制覇を達成。兵庫県立神戸高等商業学校を卒業後に鐘紡に入社するが1年で退社して、1934年に神戸商業大学（現神戸大学）に入学。同大学ではサッカー部を創設して、関西学生リーグで優勝を果たした。
在学中の1934年5月に開催された第10回極東選手権競技大会のサッカー日本代表に選出され、フィリピン代表戦など3試合に出場して1得点を上げた。
川本泰三と並ぶ当時日本最高のFWであったにもかかわらずベルリン五輪の日本代表に選ばれなかったのは、東西の蹴球協会の確執によるものと言われている。
1937年3月に大学を卒業し、同年4月に東洋紡績に入社した。1964年12月に同社取締役、1968年6月に同社常務取締役、1972年12月に同社専務取締役、1974年2月に取締役副社長を歴任。1974年6月に同社の社長に就任した。1978年7月に社長を退任して会長に退いた。
1983年7月に東洋紡績の相談役、1992年に同社の名誉顧問に就任した。また、日本紡績協会の会長なども務めた。
2007年11月23日、老衰のため死去した。

## 所属クラブ
- 兵庫県御影師範学校附属小学校（現：神戸大学附属住吉小学校）
- 兵庫県立第一神戸中学校（現・兵庫県立神戸高等学校）
- 兵庫県立神戸高等商業学校
- 神戸商業大学

## 代表歴

### 出場大会
- 第10回極東選手権競技大会（1934年）

### 試合数
- 国際Aマッチ 3試合 1得点(1934)

| 日本代表 | 国際Aマッチ | 国際Aマッチ | その他 | その他 | 期間通算 | 期間通算 |
| 年       | 出場        | 得点        | 出場   | 得点   | 出場     | 得点     |
| -------- | ----------- | ----------- | ------ | ------ | -------- | -------- |
| 1934     | 3           | 1           | 0      | 0      | 3        | 1        |
| 通算     | 3           | 1           | 0      | 0      | 3        | 1        |

### 出場
| No. | 開催日         | 開催都市 | スタジアム | 対戦相手           | 結果 | 監督     | 大会       |
| --- | -------------- | -------- | ---------- | ------------------ | ---- | -------- | ---------- |
| 1.  | 1934年05月13日 | マニラ   |            | オランダ領東インド | ●1-7 | 竹腰重丸 | 極東選手権 |
| 2.  | 1934年05月15日 | マニラ   |            | フィリピン         | ○4-3 | 竹腰重丸 | 極東選手権 |
| 3.  | 1934年05月20日 | マニラ   |            | 中華民国           | ●3-4 | 竹腰重丸 | 極東選手権 |

### 得点数
| No. | 開催日         | 開催都市 | スタジアム | 対戦相手   | 結果 | 大会       |
| --- | -------------- | -------- | ---------- | ---------- | ---- | ---------- |
| 1.  | 1934年05月15日 | マニラ   |            | フィリピン | ○4-3 | 極東選手権 |